# Avundsgyl
Avundsgyl är en sjö i Karlshamns kommun i Blekinge och ingår i Mieåns huvudavrinningsområde. Sjön är 6,3 meter djup, har en yta på 0,0208 kvadratkilometer och är belägen 105 meter över havet.